# Büyükorhan

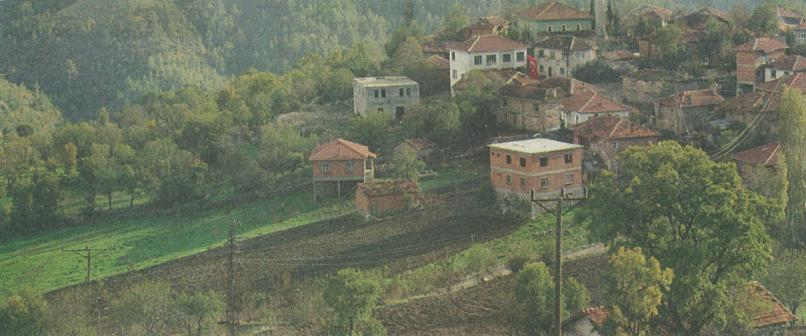
Das ehemalige Dorf Ericek, jetzt ein Mahalle

Büyükorhan ist eine Stadt im gleichnamigen Landkreis der türkischen Provinz Bursa und gleichzeitig ein
Stadtbezirk der 1986 geschaffenen Büyükşehir belediyesi Bursa  (Großstadtgemeinde/Metropolprovinz). Die Stadt liegt etwa 55 Kilometer östlich des Zentrums von Bursa. Laut Stadtsiegel wurde der Ort 1967 in den Rang einer Belediye gesetzt.
Der Landkreis liegt im Süden der Provinz. Er grenzt im Westen an Mustafakemalpaşa, im Norden an Orhaneli, im Osten an Harmancık und im Süden an die Provinz Balıkesir. Im Westen des Landkreises liegt der 1090 Meter hohe Bergzug Karaman Dağı.
Die Büyükorhan-Talsperre befindet sich 5 km nordöstlich der Stadt Büyükorhan am Cuma Deresi.